# Dasyvalgus philippinus
Dasyvalgus philippinus är en skalbaggsart som beskrevs av Ricchiardi 1996. Dasyvalgus philippinus ingår i släktet Dasyvalgus och familjen Cetoniidae. Inga underarter finns listade i Catalogue of Life.